# 渡辺製菓
渡邊製菓株式會社（わたなべせいか）は、かつて存在した日本の製菓会社である。粉末飲料「渡辺のジュースの素」で一世を風靡したが、会社整理後、カネボウハリス株式会社（現・クラシエフーズ株式会社）に吸収合併され、消滅した。

## 沿革
- 大正年間には、名古屋市においてすでに創業していた。1923年（大正12年）頃、国産ゼリーを開発した鈴木菊次郎商店（現・杉本屋製菓株式会社）と特約を結び、同商店の製造するゼリー菓子を名古屋で販売していた[1]。
- 1932年（昭和7年） - 転業した鈴木菊次郎からゼリー製造機械を譲渡され、「チウインガム」（チューインガム）の製造販売を開始。
- 1946年（昭和21年） - 社長の野原新太郎が、1932年（昭和7年）に庄内公園に移築されていた「龍影閣」を自宅敷地内に移築する[2]。同年、元青森県知事でのちに参議院議員となる金井元彦が入社、常務取締役に就任[3]。
- 1949年（昭和24年）頃 - 同社の労働組合「渡辺製菓株式会社労働組合」が、労働文芸誌『労働の泉』を編集・発行した。
- 1952年（昭和27年）10月10日 - 東京証券取引所に新規上場するが、1955年（昭和30年）8月10日、銀行取引停止により上場廃止、会社整理の状態に入る。同年、渡辺製菓は510人の人員削減案を発表した[4]。渡辺製菓の資産である東京工場の土地建物を昭和産業株式会社が取得、1956年（昭和31年）11月に昭和産業75％、渡辺製菓25％出資の「東京渡辺製菓株式会社」（のちの株式会社コビト→昭和産業株式会社）を設立している。
- 1958年（昭和33年） - 「渡辺のジュースの素」の発売を開始[5]。テレビCFに榎本健一を起用した。このころの商品として「渡辺ミルクキャラメル」、林家三平をテレビCFに起用した「渡辺のしるこの素」、浪越徳治郎をテレビCFに起用した「渡辺 だし一番」などがある。
- 1967年（昭和42年）11月14日 - 野原が第1回「食品産業功労賞」を受賞。1968年（昭和43年）、野原は「龍影閣」を熱田神宮に寄贈・移築した[6]。同時に、明治天皇らの遺品・遺墨107点の骨董のコレクション（野原コレクション）を同神宮に寄贈した[6]。
- 1969年（昭和44年） - 日本国内での人工甘味料「チクロ」の使用が禁止される。「渡辺のジュースの素」などの商品の販売に影響を与えた。
- 1971年（昭和46年）2月 - 渡辺製菓が保有する株式会社コビト（旧・東京渡辺製菓、1965年10月改称）の25％の全株式を昭和産業に譲渡し、完全に手放す[7]。コビトは、1988年（昭和63年）6月に昭和産業に吸収され、消滅した[7]。
- 1972年（昭和47年） - カネボウハリス株式会社に吸収合併され消滅。カネボウハリスは、1964年（昭和39年）にカネボウ株式会社（現・クラシエホールディングス株式会社）がハリス株式会社を買収して設立した会社である。同社は渡辺製菓の粉末飲料のノウハウを利用して、初のカップ入り汁粉である「カネボウカップしるこ」を発売、テレビCFに水前寺清子を起用した。その後、カネボウへの吸収合併などを経て、2007年（平成19年）にクラシエフーズとなり現在に至る。

## 提供番組・映画
- テレビ番組（すべて過去&一社提供）
  - 『明星スター劇場』（日本テレビ）
  - 『スターパレード』（日本テレビ）
  - 『渡辺ロケットショー 明星スター十番勝負』（日本テレビ）
  - 『怪盗プライド』（フジテレビ）
  - 『リレー寄席』（フジテレビ）
  - 『渡辺 歌のゴールデンショー』（フジテレビ）
- 映画
  - 『宇宙大怪獣ギララ』（松竹）